# Agallissus lepturoides
Agallissus lepturoides é uma espécie de cerambicídeo da tribo Agallissini, com distribuição dos Estados Unidos à Honduras.